# توبياس وولف (كاتب)
توبياس وولف (بالإنجليزية: Tobias Wolff)‏‏ (19 يونيو 1945 في برمنغهام، ألاباما - ) روائي، وكاتب، وكاتب سير ذاتية، وكاتب سيناريو، وأستاذ جامعي من الولايات المتحدة.

## الجوائز
- جائزة بن/فاکنر عن فئة الأعمال الخيالية  [لغات أخرى]‏
- زمالة غوغنهايم
- جائزة بن/مالامود
- في عام 1989، حصل وولف على جائزة ريا للقصة القصيرة. [12]

## روابط خارجية
- توبياس وولف على موقع IMDb (الإنجليزية)
- توبياس وولف على موقع الموسوعة البريطانية (الإنجليزية)
- توبياس وولف على موقع مونزينجر (الألمانية)
- توبياس وولف على موقع ميوزك برينز (الإنجليزية)
- توبياس وولف على موقع أول موفي (الإنجليزية)
- توبياس وولف على موقع إن إن دي بي (الإنجليزية)
- توبياس وولف على موقع قاعدة بيانات الفيلم (الإنجليزية)